# Jagiellonia Białystok w sezonie 1964/1965

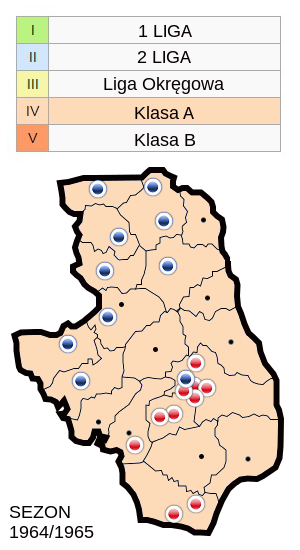
BOZPN - Zespoły występujące w Klasie A w sezonie 1964/65

Jagiellonia Białystok przystąpiła do rozgrywek klasy A Białostockiego OZPN.

## IV poziom rozgrywkowy
Rozgrywki klasy A czekała kolejna reorganizacja, władze OZPN zdecydowały z powrotem utworzyć 1 grupę, oznaczało to wzmożone boje o pozostanie w klasie A. Jagiellonia biła się kolejny raz o awans, ale końcówka zadecydowała, że wyprzedziły ją drużyny z Łap i Dąbrowy Białostockiej.

## Tabela Klasy A (Grupa I) Białostocki OZPN
| Lp. | Drużyna                     | M  | Z | R | P | Bramki | Bramki | Różn. | Pkt. | Uwagi           |
| --- | --------------------------- | -- | - | - | - | ------ | ------ | ----- | ---- | --------------- |
| 1   | Pogoń Łapy                  | 16 |   |   |   | 52     | 16     | +36   | 28   | Awans liga Okr. |
| 2   | Skra Czarna Białostocka (s) | 16 |   |   |   | 64     | 12     | +52   | 27   |                 |
| 3   | Jagiellonia Białystok       | 16 |   |   |   | 62     | 17     | +45   | 26   |                 |
| 4   | Ognisko Białystok (s)       | 16 |   |   |   | 61     | 28     | +33   | 20   |                 |
| 5   | LZS Uhowo                   | 16 |   |   |   | 29     | 31     | -2    | 13   |                 |
| 6   | Gwardia II Białystok        | 16 |   |   |   | 22     | 46     | -24   | 12   | Spadek kl.B     |
| 7   | Cresovia Siemiatycze        | 16 |   |   |   | 21     | 39     | -18   | 8    | Spadek kl.B     |
| 8   | Husar II Nurzec (b)         | 16 |   |   |   | 20     | 61     | -41   | 6    | Spadek kl.B     |
| 9   | Gryf Choroszcz (b)          | 16 |   |   |   | 17     | 72     | -55   | 4    | Spadek kl.B     |
| 10  | Żubr Białowieża             | 16 |   |   |   |        |        |       | 0    | Wycofanie       |

- Żubr Białowieża wycofał się z rozgrywek po I rundzie.

## Mecze
| Mecze i wyniki | Mecze i wyniki          | Mecze i wyniki            | Mecze i wyniki | Mecze i wyniki | Mecze i wyniki          | Mecze i wyniki | Mecze i wyniki  | Poz w lidze. | Poz w lidze. | Poz w lidze. |
| Lp. | Data                    | Rozgrywki                 | F.             | D/W            | Przeciwnik              | Wynik          | Strzelcy bramek | M.           | P.           | Br.          |
| --- | ----------------------- | ------------------------- | -------------- | -------------- | ----------------------- | -------------- | --------------- | ------------ | ------------ | ------------ |
| 1 | 29.07.1964 Białystok    | PP OKR. - V rzut          | -              | -              | Gwardia Białystok       | b.d.           |                 | odpadnięcie  | odpadnięcie  | odpadnięcie  |
| 2 389 | 16.08.1964 Choroszcz    | Klasa A - 1 kol.          | b.d.           | W              | Gryf Choroszcz          | 1:5            |                 | 2            | 2            | 5:1          |
| | 23.08.1964 Siemiatycze  | Klasa A - 2 kol.          | b.d.           | W              | Cresovia Siemiatycze    | (przeł.)       |                 | ?            | 2            | 5:3          |
| 3 390 | 30.08.1964 Białystok    | Klasa A - 3 kol.          | b.d.           | D              | Skra Czarna Białostocka | 2:3            |                 | ?            | 2            | 7:4          |
| 4 391 | 06.09.1964 Uhowo        | Klasa A - 4 kol.          | b.d.           | W              | LZS Uhowo               | 0:2            |                 | 5            | 4            | 9:4          |
| 5 392 | 13.09.1964 Siemiatycze  | Klasa A - 2 kol.(zaległy) | b.d.           | W              | Cresovia Siemiatycze    | 0:3            |                 | ?            | 6            | 12:4         |
| 6 393 | 20.09.1964 Białystok    | Klasa A - 5 kol.          | b.d.           | D              | Żubr Białowieża         | 18:2           |                 | 2            | 8            | 30:6         |
| 7 394 | 27.09.1964 Białystok    | Klasa A - 6 kol.          | b.d.           | W              | Ognisko Białystok       | 2:5            |                 | 2            | 10           | 35:8         |
| 8 395 | 11.10.1964 Białystok    | Klasa A - 7 kol.          | b.d.           | D              | Husar II Nurzec         | 3:2            |                 | 2            | 12           | 38:10        |
| 9 396 | 18.10.1964 Białystok    | Klasa A - 8 kol.          | b.d.           | W              | Gwardia II Białystok    | 1:4            |                 | 2            | 14           | 42:11        |
| 10 397 | 25.10.1964 Białystok    | Klasa A - 9 kol.          | b.d.           | D              | Pogoń Łapy              | b.d.           |                 | ?            | 16           | ?:?          |
| 11 398 | 25.04.1965 Białystok    | Klasa A - 10 kol.         | b.d.           | D              | Cresovia Siemiatycze    | b.d.           |                 | 1            | 18           | 46:10        |
| 12 399 | 09.05.1965 Białowieża   | Klasa A - 11 kol.         | b.d.           | W              | Żubr Białowieża         | 0:3(vo)        |                 |              | 20           | 49:10        |
| 13 400 | 16.05.1965 Czarna Biał. | Klasa A - 12 kol.         | b.d.           | W              | Skra Czarna Białostocka | b.d.           |                 |              | 20           | ?:?          |
| 14 401 | 23.05.1965 Białystok    | Klasa A - 13 kol.         | b.d.           | D              | LZS Uhowo               | b.d.           |                 | ?            | ?            | ?:?          |
| 15 402 | ?.05.1965 Białystok     | Klasa A - 14 kol.         | b.d.           | D              | Gryf Choroszcz          | b.d.           |                 | ?            | ?            | ?:?          |
| 16 403 | 31.05.1965 Białystok    | Klasa A - 15 kol.         | b.d.           | D              | Ognisko Białystok       | 3:1            |                 | 2            | 22           | 55:16        |
| 17 404 | 06.06.1965 Nurzec       | Klasa A - 16 kol.         | b.d.           | W              | Husar II Nurzec         | 0:3            |                 | 2            | 24           | 58:16        |
| 18 405 | 13.06.1965 Białystok    | Klasa A - 17 kol.         | b.d.           | D              | Gwardia II Białystok    | 4:0            |                 | 2            | 26           | 62:16        |
| 19 406 | 20.06.1965 Łapy         | Klasa A - 18 kol.         | b.d.           | W              | Pogoń Łapy              | 1:0            |                 | 3            | 26           | 62:17        |
| - rozgrywki ligowe, - rozgrywki pucharu polski, - rozgrywki pucharu ligi, - rozgrywki ligi europejskiej, - mecze barażowe lub eliminacyjne, - inne. Liczba meczów w sezonie:1 2 (wszystkie mecze na najwyższym poziomie rozgrywkowym)3 (wszystkie mecze w rozgrywkach ligowych bez baraży) , Puchar Polski: 2 (mecze Pucharu Polski na szczeblu centralnym)3 (wszystkie mecze w Pucharze Polski) |                         |                           |                |                |                         |                |                 |              |              |              |